# Neung-sur-Beuvron
Neung-sur-Beuvron è un comune francese di 1 251 abitanti situato nel dipartimento del Loir-et-Cher, nella regione del Centro-Valle della Loira.

## Società

### Evoluzione demografica
Abitanti censiti